# Матерњи језик (књига)
Матерњи језик (енгл. The Mother Tongue) је књига чији је аутор амерички писац Бил Брајсон. Дело представља историјски осврт на енглески језик, његово порекло, развој, реформу и граматику. Приказан је и поглед на његов глобални утицај и распрострањеност, као и најчешће коришћене псовке. У Уједињеном Краљевству књига је издата под називом Mother Tongue: The English Language.